# Arctotherium
Arctotherium ("urso besta") é um gênero extinto de ursos-de-face-curta do Pleistoceno Sul-americano dentro da família Ursidae. Seus ancestrais migraram da América do Norte para a América do Sul durante o Grande Intercâmbio Americano, após a formação do istmo do Panamá durante o Plioceno tardio. Os mais antigos vestígios confirmados datados são os de A. angustidens de Buenos Aires, Argentina, datando do Ensenadano, 1,76 a 0,98 Ma de idade, dentro do Pleistoceno com um dente possivelmente pertencente ao Arctotherium datando de cerca de 2.588 Ma.  Eles são geneticamente mais próximos do urso-dos-andes (Tremarctos ornatus ), do que dos grandes Arctodus da América do Norte, implicando que as duas formas extintas evoluíram de grande porte de forma convergente, talvez para roubas carcaças de outros carnívoros menores, um hábito denominado cleptoparasitismo. A espécie mais ao norte, A. wingei, conhecida da Bolívia até a Venezuela na América do Sul, invadiu a América Central e chegou até o Yucatán.

## Descrição
Arctotherium foi nomeado por Hermann Burmeister em 1879. Um espécime de A. angustidens de Buenos Aires mostra um indivíduo com peso estimado entre 983 e 2.042kg  embora os autores considerem o limite superior como improvável e digam que valores entre 1.588 e 1.749kg são mais plausíveis. Uma altura estimada em pé para essa mesma espécie é de 3,4 - 4,3 m. Isso faria o gênero o maior gênero de urso já encontrado e um candidato ao maior mamífero terrestre carnívoro conhecido.
Seu grande tamanho foi atribuído ao aumento da competição de outros carnívoros que chegaram mais tarde na América do Sul, como as onças-pintadas ou os Smilodon, ou que evoluíram no continente, como o Protocyon. Os carnívoros norte-americanos que invadiram a América do Sul, incluindo os ursos-de-face-curta e Smilodon, provavelmente dominaram rapidamente os nichos predatórios anteriormente ocupados pelos grupos sul-americanos nativos, como os sparassodontes e as aves da família Phorusrhacidae.
Há evidências que sugerem que Arctotherium dormia em tocas.

## Distribuição
Fósseis de Arctotherium foram encontrados em: 
Blancan
- Formação Cuscatlán, El Salvador[8]

Quaternário
- Formação Luján, Argentina
- Formações Taríja e Ñuapua, Bolívia
- Cueva de los Chingues, Chile[9]
- Sistema Sac Actun, Yucatán, México[3]
- Taima-Taima, Muaco e Cueva del Guácharo, Venezuela[10]
- No Brasil, foi encontrado nos estados da Bahia, Ceará, Mato Grosso do Sul, Minas Gerais, Piauí, Rio Grande do Norte, Rio Grande do Sul e Tocantins.[11]